# Jackson Mabokgwane
Thapelo Jackson Mabokgwane (ur. 19 stycznia 1988 w Polokwane) – południowoafrykański piłkarz grający na pozycji bramkarza. Od 2023 jest zawodnikiem klubu Black Leopards.

## Kariera klubowa
Swoją karierę piłkarską Mabokgwane rozpoczął w klubie Bidvest Wits. W 2006 roku został zawodnikiem Mamelodi Sundowns. W sezonie 2007/2008 zadebiutował w nim w Premier Soccer League. W debiutanckim sezonie zdobył Nedbank Cup. W Mamelodi Sundowns do 2011 roku rozegrał 2 ligowe mecze.
W 2011 roku Mabokgwane przeszedł do Platinum Stars. Swój debiut w nim zaliczył 16 sierpnia 2011 w przegranym 0:1 wyjazdowym meczu z Orlando Pirates. W Platinum Stars grał przez rok.
W 2012 roku Mabokgwane wrócił do Bidvest Wits. Zadebiutował w nim 2 marca 2013 w zremisowanym 1:1 wyjazdowym spotkaniu z Kaizer Chiefs FC. W Bidvest Wits spędził rok.
W 2013 roku Mabokgwane przeszedł do klubu Mpumalanga Black Aces. Swój debiut w nim zaliczył 2 kwietnia 2014 w wygranym 1:0 wyjazdowym meczu z Orlando Pirates. W Black Aces grał przez sezon. Latem 2014 Mabokgwane wrócił do Bidvest Wits, ale już na początku 2015 roku ponownie został piłkarzem Mpumalanga Black Aces. Następnie grał w: Orlando Pirates (2016-2019), Bloemfontein Celtic FC (2019-2021), Royal AM FC (2021) i Baroka FC (2022). W 2023 przeszedł do Black Leopards FC.
| Sezon   | Klub                  | Kraj              | Rozgrywki               | Mecze | Gole |
| ------- | --------------------- | ----------------- | ----------------------- | ----- | ---- |
| 2006/07 | Mamelodi Sundowns     | Południowa Afryka | PSL                     | 0     | 0    |
| 2007/08 | Mamelodi Sundowns     | Południowa Afryka | PSL                     | 2     | 0    |
| 2008/09 | Mamelodi Sundowns     | Południowa Afryka | PSL                     | 0     | 0    |
| 2009/10 | Mamelodi Sundowns     | Południowa Afryka | PSL                     | 0     | 0    |
| 2010/11 | Mamelodi Sundowns     | Południowa Afryka | PSL                     | 0     | 0    |
| 2011/12 | Platinum Stars        | Południowa Afryka | PSL                     | 15    | 0    |
| 2012/13 | Bidvest Wits          | Południowa Afryka | PSL                     | 5     | 0    |
| 2013/14 | Mpumalanga Black Aces | Południowa Afryka | PSL                     | 11    | 0    |
| 2014/15 | Bidvest Wits          | Południowa Afryka | PSL                     | 4     | 0    |
| 2014/15 | Mpumalanga Black Aces | Południowa Afryka | PSL                     | 21    | 0    |
| 2015/16 | Mpumalanga Black Aces | Południowa Afryka | PSL                     | 9     | 0    |
| 2016/17 | Orlando Pirates       | Południowa Afryka | PSL                     | 11    | 0    |
| 2017/18 | Orlando Pirates       | Południowa Afryka | PSL                     | 12    | 0    |
| 2018/19 | Orlando Pirates       | Południowa Afryka | PSL                     | 3     | 0    |
| 2019/20 | Bloemfontein Celtic   | Południowa Afryka | PSL                     | 20    | 0    |
| 2020/21 | Bloemfontein Celtic   | Południowa Afryka | PSL                     | 17    | 0    |
| 2021/22 | Royal AM FC           | Południowa Afryka | PSL                     | 0     | 0    |
| 2021/22 | Baroka FC             | Południowa Afryka | PSL                     | 4     | 0    |
| 2022/23 | Baroka FC             | Południowa Afryka | National First Division | 7     | 0    |

## Kariera reprezentacyjna
W reprezentacji Południowej Afryki Mabokgwane zadebiutował 10 stycznia 2015 w zremisowanym 1:1 towarzyskim meczu z Kamerunem. W 2015 roku został powołany do kadry na Puchar Narodów Afryki 2015. Rozegrał na nim jeden mecz, zremisowany 1:1 z Senegalem.